# Eduardo Morante
Eduardo Javier Morante Rosas (Vinces, Los Ríos, 1 de junho de 1987) é um futebolista equatoriano que joga como zagueiro.

## Carreira
Começou a carreira no Aucas, de Quito, em 2003, onde só jogou nas categorias de base, até 2005. Em 2006, acertou com o Emelec. Estreou em 13 de outubro de 2006, na vitória do Emelec sobre o Deportivo Azogues no Estádio Jorge Andrade Cantos. Em 2007, jogou só na base, já em 2008, sem idade para atuar na base, Morante foi novamente integrado ao profissional do Emelec.
Em 2010, com a chegada do treinador Jorge Sampaoli, virou titular absoluto do Emelec, barrando Mariano Mina. Em 2010 e 2011, foi vice-campeão do Campeonato Equatoriano.
Em 2012, a pedido de seu ex-treinador Jorge Sampaoli, foi contratado pela Universidad de Chile, bicampeã do Campeonato Chileno e campeã da Copa Sul-Americana de 2011, para preencher a lacuna na zaga deixado por José Manuel Rojas, que deixou o clube para acertar com o time carioca Botafogo e Marcos González, que deixou o clube para acertar com o também time carioca Flamengo. A Universidad de Chile pagou US$ 2 milhões por 80% de seu passe, com contrato de quatro anos.

## Seleção Equatoriana
Graças as suas atuações destacadas pelo Emelec, foi convocado para a Seleção Equatoriana, pelo treinador Reinaldo Rueda.